# Alfredo Cariello
Alfredo Cariello (Napoli, 10 settembre 1979) è un allenatore di calcio ed ex calciatore italiano, di ruolo centrocampista, tecnico delle giovanili del Ventimiglia.

## Carriera
Cresciuto calcisticamente in una scuola calcio del suo paese, Caivano, passa poi nelle giovanili della Salernitana; nel 1997 viene integrato in prima squadra e colleziona una presenza, che gli basterà per vincere il campionato di serie B coi granata.
Nel 1998 si trasferisce alla Nocerina in Serie C1 collezionando 7 presenze e 0 gol. Nel 1999 gioca nel Campobasso in Serie D, segnando 4 reti in 19 presenze dove vince il campionato. Nel 2000 ritorna in Serie C1 con la maglia del Savoia e disputa una buona stagione con 20 presenze e 3 gol. Nel 2001 si trasferisce al Taranto, sempre in Serie C1, rimanendoci fino a marzo 2003 collezionando 40 presenze e 5 gol. Si trasferisce al Giulianova in Serie C1 collezionando 34 presenze e 4 gol. Nel 2004 l'approdo in Serie A, al Chievo, ma non gioca nessuna partita. Nel gennaio 2005 ritorna in Serie C1 con la maglia del Frosinone, collezionando 19 presenze e 2 gol. 
Nella sessione del mercato estivo 2005 viene acquistato dall'Ascoli, con cui esordisce in Serie A con un gol il 10 settembre in Juventus-Ascoli 2-1 nel momentaneo pareggio ascolano. A fine stagione lascia la squadra ascolana dopo aver ottenuto la salvezza e scende in Serie B nel Crotone, dove colleziona 35 presenze e 6 gol. Nonostante le buone prestazioni di Cariello la squadra crotonese retrocede in Serie C1. 
Nella sessione del mercato estivo 2007 ritorna nel Frosinone, questa volta in Serie B. Dopo la fine del contratto col Frosinone, si accorda per la stagione 2011-12 con la Neapolis Frattese in Lega Pro Seconda Divisione. L'anno seguente gioca con il Pomigliano, in Serie D.
Il 30 giugno 2013 rimane svincolato e il 22 luglio seguente parte per il ritiro a Coverciano dei calciatori svincolati sotto l'egida dell'Associazione Italiana Calciatori. Ad agosto firma con il Formia, società che milita nel campionato di Eccellenza laziale, collezionando 10 presenze. A dicembre si trasferisce in Liguria passando con l'Argentina Calcio dove vince il campionato di Eccellenza collezionando 16 presenze. Ad agosto passa nelle file del Ventimiglia, sempre in Eccellenza, dove resta fino a novembre giocando 10 partite. A dicembre firma con la Carlin's Boys, società sanremese di promozione ligure, con cui e vince campionato e coppa giocando 14 partite. Dopo aver disputato il campionato di Eccellenza campana 2015-2016 nella Boys Caivanese, si trasferisce nell'Isola di Procida e disputa il girone A di Eccellenza 2016-2017 come centrocampista.
Nella stagione 2017-2018 firma per l'Ospedaletti, squadra che milita nel girone A del campionato di Promozione ligure.
Nella stagione 2018-2019 torna all'Argentina.

## Palmarès

### Club

#### Competizioni nazionali
- Campionato italiano di Serie B: 1

Salernitana: 1997-1998
- Campionato italiano Serie D: 1

Campobasso: 1999-2000 (Girone H)

#### Competizioni regionali
- Eccellenza: 1

Argentina: 2013-2014